# Ascension megye
Ascension megye az Amerikai Egyesült Államokban, azon belül Louisiana államban található. Megyeszékhelye Donaldsonville, legnagyobb városa Gonzales. Lakosainak száma 126 500 fő (2020. április 1.). Ascension megye East Baton Rouge, Livingston, Saint John the Baptist, St. James, Assumption és Iberville megyékkel határos.

## Népesség
A megye népességének változása:
| Lakosok száma | 107 866 | 110 042 | 112 126 | 114 393 | 119 455 | 126 500 |
|               | 2010    | 2011    | 2012    | 2013    | 2015    | 2020    |